# Universidad de Las Palmas de Gran Canaria
La  Universidad de Las Palmas de Gran Canaria (ULPGC) es una universidad pública con sede en la ciudad de Las Palmas de Gran Canaria y con varias instalaciones en las islas de Gran Canaria, Lanzarote y Fuerteventura que fue creada el 26 de abril de 1989 en la isla de Gran Canaria a partir de la Universidad Politécnica de Canarias y de varios centros hasta ese momento adscritos a la Universidad de La Laguna mediante la Ley de Reorganización Universitaria de Canarias.
Cuenta con cuatro campus: el campus de Tafira, el campus de San José, el campus del Obelisco y campus de Montaña Cardones, además del edificio del rectorado situado en el barrio de Vegueta, el edificio de la biblioteca general de la ULPGC que se encuentra en el campus de Tafira, las instalaciones deportivas que se encuentran en dicho campus, el Parque tecnológico y dos extensiones, una en la isla de Fuerteventura donde se imparte el grado de enfermería en dicha isla y otra en la isla de Lanzarote donde se imparten los grados de turismo y enfermería en dicha isla.
Dentro de la comunidad autónoma de Canarias es una de las dos universidades públicas, compartiendo dicho espacio con la Universidad de La Laguna.
La universidad de Las Palmas de Gran Canaria destaca por sus grados en el área de la ingenierías y en ciencias de la salud, con estudios innovadores dentro del panorama educativo superior español, como el Grado en Ciencia e Ingeniería de Datos o Ciencias del Mar, además de una oferta creciente de titulaciones en línea en su campus virtual.

## Símbolos

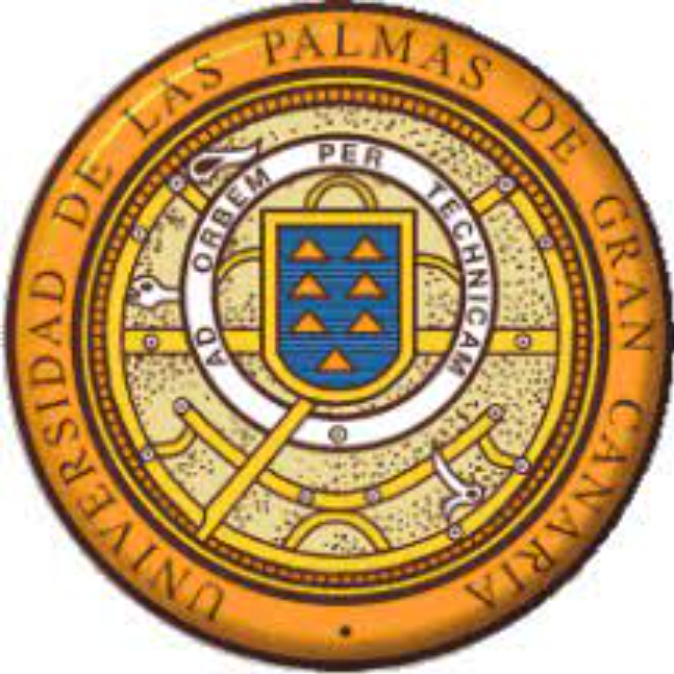
Escudo de la ULPGC

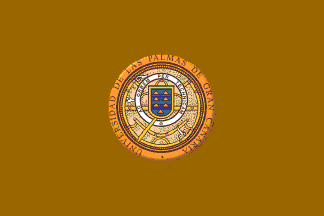
Bandera de la ULPGC

La Universidad de Las Palmas de Gran Canaria usará como símbolos institucionales representativos a su escudo, logotipo, sello, medalla y bandera.
Siendo el escudo descrito de la siguiente manera por los estatutos de la universidad:

«El escudo de la ULPGC tiene forma circular, obrando de fondo un astrolabio y, de forma descentrada, el escudo de las siete islas canarias rodeado por el lema "Ad orbem per technicam". La denominación de la institución, Universidad de Las Palmas de Gran
Canaria, se inserta dentro del símbolo en la banda exterior del círculo. ».
Estatutos de la Universidad de Las Palmas de Gran Canaria. Boletín Oficial de Canarias nº 153 de 9 de agosto de 2016, p. 22711

Además el sello institucional es el mismo que el escudo y la bandera está conformada por un fondo de color naranja oscuro      en donde en su centro se encuentra el escudo de la universidad.

## Historia

### Precedentes (1901-1978)
En 1901 se crea la denominada Escuela superior de Industrias en la ciudad de Las Palmas de Gran Canaria pero no es hasta el año 1902 que el por aquel entonces Ministerio de Instrucción pública y Bellas Artes no empieza a regular los estudios elementales ni a hacerse cargo de la Escuela Superior de Industrias. Tal situación hasta dicha regulación, obligaba a los estudiantes a estudiar fuera de la isla de Gran Canaria.
Ya en 1927 la isla de Tenerife consigue hacerse exclusivamente con la universidad de la región. Pero por aquel entonces la gestión y la administración de dichos estudios no tiene un rumbo fijo y eficaz dentro de lo que viene a ser el conjunto de las islas del archipiélago Canario, dejando una gran falta de cohesión y conectividad entre islas. Cosa que planta la semilla de un descontento en la población de Gran Canaria, Fuerteventura y Lanzarote que provoca la manifestación progresivamente hasta los años finales de la dictadura franquista generando presión social para remediar esta situación remontándonos hasta el año 1978.

### Universidad Politécnica de Las Palmas (1979-1988)
En el año 1979 debido al aumento de la presión social se crea la Universidad Politécnica de Las Palmas siendo de ámbito regional que aglutina la Escuela Técnica Superior de Arquitectura, la Escuela Técnica Superior de Ingenieros Industriales, la Escuela Universitaria Politécnica de Las Palmas, la Escuela Universitaria de Ingeniería Técnica Agrícola y la Escuela de Arquitectura Técnica de La Laguna. 
Ya en 1982 se amplia la oferta universitaria creando el Centro Superior de Ciencias del Mar y los estudios de Derecho, Filología y Geografía e Historia, siendo en el año 1986 donde la comunidad autónoma de Canarias se hace responsable directo de todo lo referente en cuanto a asuntos de universidades en Canarias. mediante el Real Decreto18011/986. Aunque se seguía dependiendo de la Universidad de La Laguna

### Creación de la ULPGC (1989-1991)
Miles de ciudadanos llegaron a ser convocados en dos manifestaciones a finales de los años ochenta solicitando al gobierno autonómico la creación en la provincia de Las Palmas de un centro de enseñanza universitaria pleno. Al mismo tiempo, se hicieron convocatorias en la isla de Tenerife, principalmente en la ciudad de Santa Cruz de Tenerife, solicitando que no se crease tal universidad. Todo ello supuso un nuevo episodio del denominado pleito insular.
La Universidad de Las Palmas de Gran Canaria fue creada como resultado de las manifestaciones y presión popular de la isla de Gran Canaria, demandas que habían ido creciendo con el paso del tiempo. Una de las razones era que se quería tener una universidad propia independiente de la Universidad de La Laguna pero la razón de mayor peso fue por la necesidad de trasladarse a la vecina isla de Tenerife para cursar estudios universitarios siendo un obstáculo para muchos estudiantes de escasos recursos económicos, por lo que el día 26 de abril de 1989 el Parlamento de Canarias aprueba la Ley de Reorganización universitaria de Canarias dando inicio a la Universidad de Las Palmas de Gran Canaria y la readscripción de los distintos centros según su ubicación geográfica, siendo en el año 1991 cuando se crean los primeros estatutos de la Universidad de Las Palmas de Gran Canaria.

### Consolidación de la Universidad de Las Palmas de Gran Canaria (1992-actualidad)

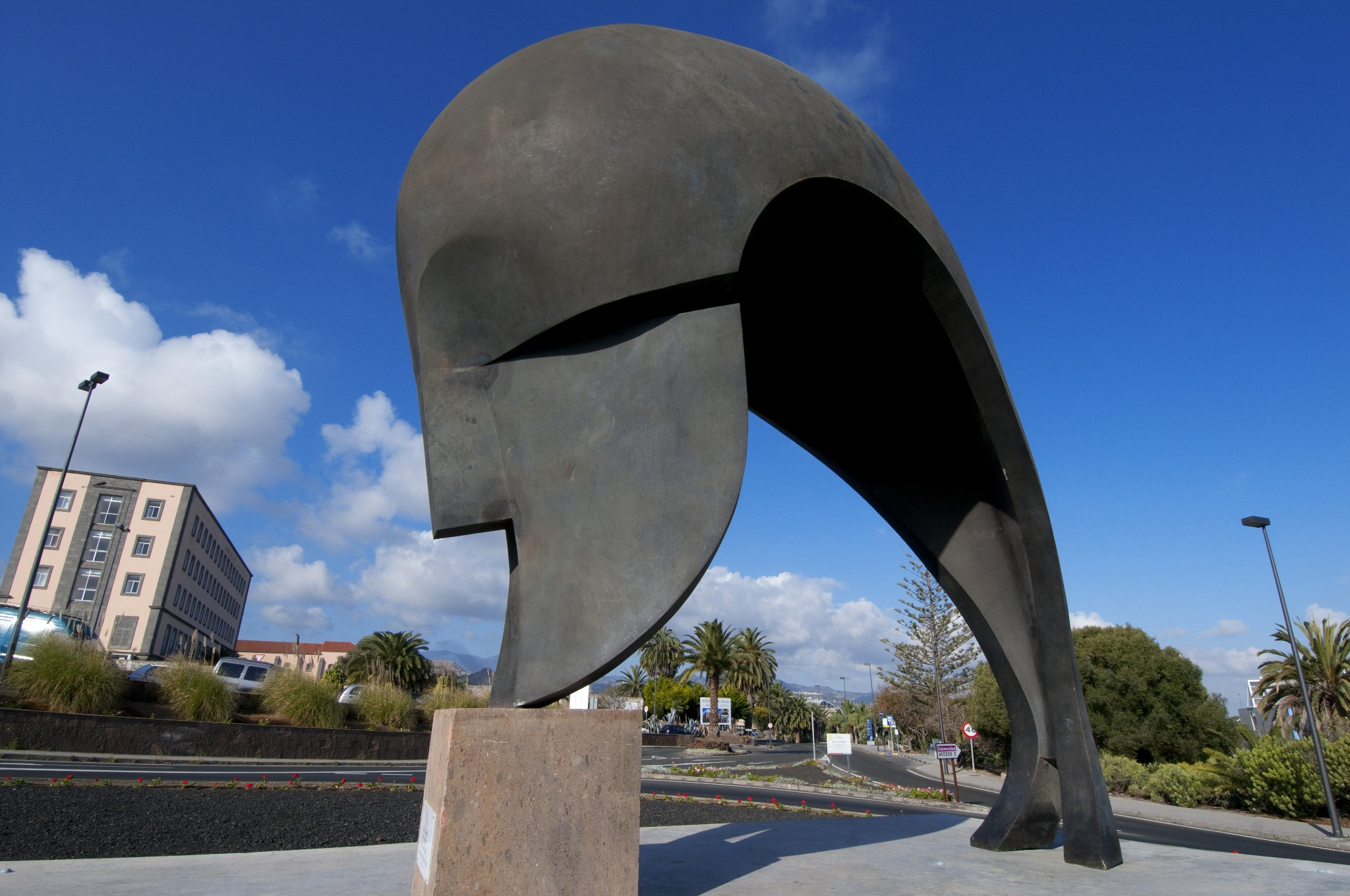
Estatua "El Pensador" de la ULPGC

Las enseñanzas de la Universidad Politécnica de Canarias y las no técnicas de la Universidad de La Laguna en la isla de Gran Canaria se integraron en la ULPGC, mientras que las técnicas de la isla de Tenerife fueron devueltas a la Universidad de La Laguna. En Las Palmas de Gran Canaria se creó el rectorado, cuya sede institucional acabaría ocupando el edificio reformado del antiguo Hospital Militar de San Martín, en el barrio de Vegueta, en el margen derecho del barranco de Guiniguada. El Campus de Tafira va completando su urbanización con la construcción de los edificios de Ciencias Básicas, Informática y Matemáticas, Ingenierías, aulario de Telecomunicaciones, instalaciones deportivas y facultad del deporte, edificio de la Biblioteca General, nuevo edificio de Ciencias Empresariales, edificio y aulario de Jurídicas, residencias universitarias y espacios verdes, edificio de investigación, parque tecnológico, etc.; además de con la reforma y ampliación de edificios ya existentes como el que albergaba la Escuela Universitaria Politécnica, hoy Edificio de la Escuela Técnica Superior de Arquitectura. En el año 2002 se termina la obra llamada "El Pensador" hecha por Martín Chirino que vendría a convertirse en la insignia de la universidad.
Además de las titulaciones que se imparten de forma presencial, existe la plataforma no presencial. 

#### Radio ULPGC
El viernes 10 de febrero de 2023 se presentó en la Sede Institucional la Radio ULPGC que viene a ser un nuevo medio de comunicación de la universidad en formato podcast. Tiene como finalidad divulgar e informar sobre acontecimientos o datos de interés a la comunidad universitaria o público en general. Asimismo estará dividido en 6 secciones:
- #ULPGC_Conócenos: para divulgar sobre temas generales de la universidad.
- #ULPGC_Estudiantes: orientada al estudiantado de la universidad.
- #ULPGC_ConocimientoCompartido: para divulgar conocimiento generado en la universidad.
- #ULPGC_EspacioSenior: espacio dedicado al alumnado más veterano de la universidad.
- #ULPGC_EspacioVioleta: espacio que tratará sobre la igualdad y género.
- #ULPGC_Desinquieta: sitio en donde se ofrecerá divulgación sobre temáticas variadas.

## Información académica[16][17]
La universidad ofrece 42 títulos de grado, 26 de máster y 13 de doctorado a más de 20.000 estudiantes en el curso 2020/2021. 
Los campos que se ofrecen están muy enfocados hacia técnicas y estudios de ingeniería (Ingeniería Civil, Arquitectura, Ingeniería de Software, Telecomunicaciones), pero también incluyen grados relacionados con la salud (Medicina, Enfermería o Veterinaria) y Humanidades (Historia, Derecho, Ciencias Sociales). La ULPGC fue una de las primeras universidades en España que ofrece un título específico en Ciencias del Mar".
La universidad tiene un campus virtual basado en Moodle para dar servicio a todas las aulas tradicionales y especialmente a 5 títulos de grado totalmente en línea y 4 programas de postgrado. De acuerdo con un periódico popular español (El País), el ULPGC utiliza su plataforma en línea de una manera excepcional.

### Investigación

#### Institutos Universitarios
Los institutos universitarios suponen el máximo órgano de gestión de la investigación. La ULPGC destaca en la investigación internacional en varios campos tales como ciencias marinas, sanidad, energía, economía y turismo, agua y TIC alrededor del mar, como demuestra la concesión de la mención de Campus de Excelencia Internacional por el Gobierno de España, con la Universidad de Las Palmas de Gran Canaria y la Universidad de La Laguna, como eje tricontinental Europa-África-América.
El Instituto Universitario de Turismo y Desarrollo Económico Sostenible (IUTIDES) como Instituto responsable de la investigación de turismo en la ULPGC ha contribuido a que la ULPGC ocupe el segundo puesto en España en productividad científica internacional en turismo y se encuentre entre las 30 primeras universidades mundiales en productividad científica en turismo.
- Instituto Universitario de Microelectrónica Aplicada (IUMA)
- Instituto Universitario de Sistemas Inteligentes y Aplicaciones Numéricas en Ingeniería (SIANI)
- Instituto para el Desarrollo Tecnológico y la Innovación en Comunicaciones (IDeTIC)
- Instituto Universitario de Ciencias y Tecnologías Cibernéticas (IUCTC)
- Instituto Universitario de Turismo y Desarrollo Económico Sostenible (IUTIDES)
- Instituto Universitario de Estudios Ambientales y Recursos Naturales (IUNAT)
- Instituto Universitario de Análisis y Aplicaciones Textuales (IATEXT)
- Instituto Universitario de Investigaciones Biomédicas y Sanitarias (IUIBS)
- Instituto Universitario de Sanidad Animal y Seguridad Alimentaria (IUSA)
- Instituto Universitario de Oceanografía y Cambio Global (IOCAG)

En el municipio de Telde al lado de la costa de este, se encuentran las instalaciones de Taliarte orientadas a la investigación científica y tecnológica, en el ámbito marítimo, con la implantación del Parque Tecnológico de Taliarte, en convivencia con otros espacios científicos, como la Plataforma Oceánica de Canarias el Instituto Canario de Ciencias Marinas, el IOCAG y la instalación de Algología, que en la actualidad albergan el Banco Nacional de Algas.

#### Grupos de investigación
Los grupos de investigación son los encargados de llevar las investigaciones, cada Instituto Universitario tiene sus respectivos grupos. Dentro de su rama de conocimiento cada grupo se encarga de investigar sobre una línea de investigación concreta dentro de su área de conocimiento. En el año 2022 la ULPGC contaba con 117 grupos de investigación.

## Instalaciones
Cuenta con 16 escuelas y facultades, 11 institutos universitarios, 36 departamentos, 16 bibliotecas 1 escuela de doctorado, 1 residencia, 1 aula de idiomas, 1 hospital universitario y el edificio del Rectorado.

### Rectorado
Conocido también como "La Casa Verde" o "El Paraninfo" cuenta con una fachada exterior de estilo Clasicista-Académico (Academicismo), un templete cilíndrico abierto con una cúpula sobre 8 pilastras, jardines y patios traseros.
Se encuentra en la Calle Juan de Quesada, 30 en Las Palmas de Gran Canaria dentro del histórico barrio de Vegueta. Es la sede institucional en donde se encuentra el área del rector junto a sus respectivos vicerrectorados, la Secretaria General, la Gerencia y el Consejo Social. Tiene una extensión de 2340{\displaystyle m^{2}}, cuenta con varios despachos, un salón de actos y una galería de arte dividida en 3 salones con los siguientes nombres: Juan Hidalgo, Lola Massieu y Arte Clara Muñoz.
En el salón de actos del edificio del Rectorado de la ULPGC se celebran las sesiones del Claustro Universitario de esta universidad.
Este edificio se empezó a construir en el año 1919 y se terminó en 1925 financiado por el Cabildo Insular de Gran Canaria, siendo el primer instituto de Bachillerato en Las Palmas donde además se usaba como Escuela de Comercio. Luego en el año 1937 su uso cambio mediante una cesión del Cabildo de Gran Canaria al Ramo de Guerra para ser un Hospital Militar debido al estallido de la guerra civil española, siendo usado como tal hasta 1984, en donde a partir de ese año ese edificio fue cerrado y dejado sin ningún uso debido a la construcción del nuevo Hospital Militar que se encuentra en el barrio de San Francisco en Las Palmas de Gran Canaria.
Se pensó en dejar todas las dependencias administrativas y de gobierno de la ULPGC en el Campus de Tafira pero se decidió en el año 1993 usar este edificio como la sede de la Universidad de Las Palmas de Gran Canaria siendo a partir de este año cuando se inició el proyecto para adaptar el edificio al uso como rectorado de la ULPGC. 
A día de hoy sigue cumpliendo su función de Rectorado de la Universidad de Las Palmas de Gran Canaria.

### Bibliotecas
La Biblioteca de la Universidad de Las Palmas de Gran Canaria está conformada por 16 bibliotecas, 476.522 volúmenes, 1297 puestos de lectura y 169 ordenadores de uso público. La biblioteca principal se encuentra en el Campus de Tafira al lado de la Facultad de Empresa y Turismo y tiene carácter general, aunque en su interior se encuentra la biblioteca de la Facultad de Ciencias Jurídicas, de la Facultad de Empresa y Turismo y el Centro de Documentación Europea. El resto de bibliotecas específicas de su área de conocimiento se encuentran en sus respectivos centros y facultades.

### Espacio Nexo
El 14 de octubre de 2020 se inauguró el Espacio Nexo en el Campus de Tafira por el rector en aquel momento, Rafael Robaina y está ubicado al lado de las instalaciones deportivas. Este edificio tiene la finalidad de ser usado como multiusos en donde se llevan a cabo charlas o cursos de corta duración de forma paralela a las enseñanzas oficiales de la universidad. Además aquí tiene lugar varios encuentros entre la comunidad universitaria de la ULPGC y el sector empresarial.
Este lugar este dividido entre la zona específica donde estará ubicada la asociación Alumni de la ULPGC, las cocinas, diversos talleres multidisciplinares y la zona común donde tienen lugar los encuentros o los cursos.

### Finca "La Palmita"
Este lugar se encuentra al lado de la Facultad de Ciencias de la Actividad Física y el Deporte en el Campus de Tafira y alberga las oficinas de la Defensoría de la Comunidad Universitaria. Esta casa era una casa típica canaria que fue rehabilitada y luego usada como interés cultural.

### Campus universitarios de la ULPGC
La ULPGC cuenta con 4 campus universitarios repartidos por la isla de Gran Canaria junto a un edificio de investigaciones oceanográficas y las instalaciones de las islas de Fuerteventura y Lanzarote.

#### Campus de Tafira
Situado en las afueras de la ciudad de Las Palmas de Gran Canaria en el denominado Cono Sur de esta, es el más extenso de ellos y es el que concentra la mayor oferta docente y gran parte de los servicios comunes para la comunidad universitaria. Aquí se encuentra concentrado en la parte norte de este campus todas las facultades relacionadas con las Ciencias Jurídicas y Empresariales, mientras que en el sur se encuentran todas las Ciencias e Ingeniería. 
| Logo | Facultad                                                       | Año de fundación |
| ---- | -------------------------------------------------------------- | ---------------- |
|      | Escuela de Arquitectura                                        | 1989             |
|      | Escuela de Ingenierías Industriales y Civiles                  | 2010             |
|      | Escuela de Ingeniería Informática                              | 2010             |
|      | Escuela de Ingeniería de Telecomunicación y Electrónica (EITE) | 2010             |
|      | Facultad de Economía Empresa y Turismo                         | 1995             |
|      | Facultad de Ciencias Jurídicas                                 | 1989             |
|      | Facultad de Ciencias de la Actividad Física y el Deporte       | 1989             |
|      | Facultad de Ciencias del Mar                                   | 1989             |

En este campus se encuentra además los siguientes edificios y servicios:
- Edificio general de la Biblioteca de la Universidad de Las Palmas de Gran Canaria.

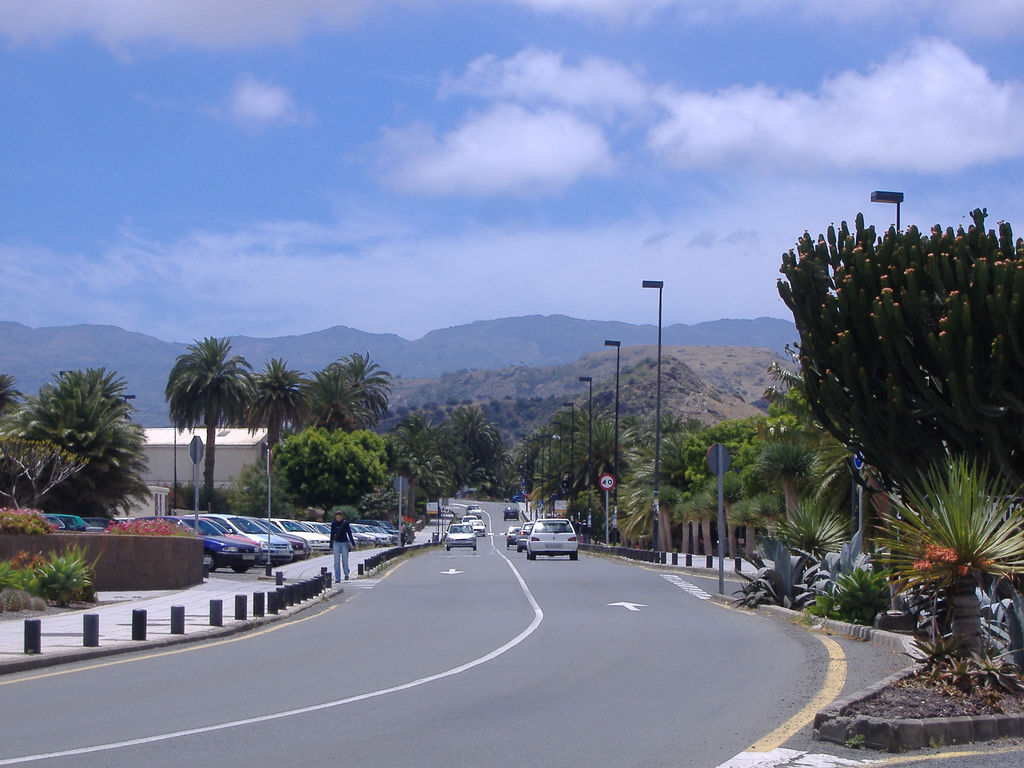
Campus de Tafira, vista parcial.

- Aula de Idiomas.
- El Búnker.
- Instalaciones deportivas.
- Sede del Consejo de Estudiantes.
- Residencias universitarias.

#### Campus del Obelisco
En el centro de la ciudad de Las Palmas de Gran Canaria en plena calle Tomas Morales, en el Campus del Obelisco, se imparten las titulaciones del área de Humanidades y Ciencias Sociales. Aquí se encuentra el Edificio de Formación del Profesorado, Edificio de Humanidades, Aulario del Obelisco, Biblioteca Universitaria del Campus del Obelisco, el Anexo del Edificio de Humanidades, un Servicio de Reprografía, Encuadernación y Autoedición, un Servicio de Información del Estudiante y un gimnasio. En este campus se encuentran las siguientes facultades e instituto Universitario de Investigación:
| Logo | Facultad                                | Año de fundación |
| ---- | --------------------------------------- | ---------------- |
|      | Facultad de Ciencias de la Educación    | 1989             |
|      | Facultad de Traducción e Interpretación | 1991             |
|      | Facultad de Geografía e Historia        | 1989             |
|      | Facultad de Filología                   | 1990             |

#### Campus de San José

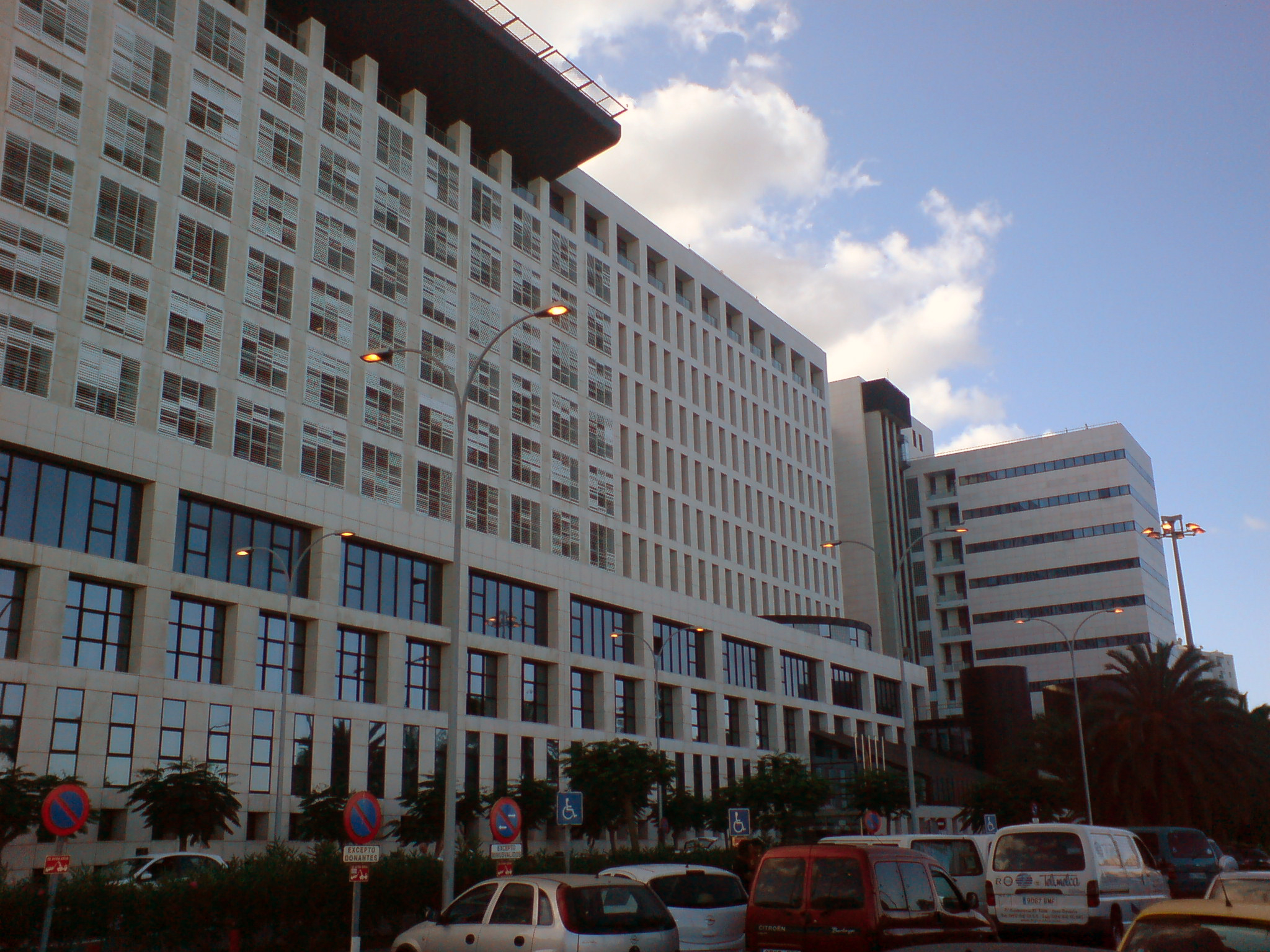
Hospital Universitario Insular de Gran Canaria.

Al sur de la capital grancanaria, en la conocida Avenida Marítima de Las Palmas de Gran Canaria se encuentra el Campus de San José donde se concentran las titulaciones del área de Ciencias de la Salud: Medicina, Enfermería y Fisioterapia, junto al Complejo Hospitalario Universitario Insular Materno-Infantil y un edificio de servicios generales en donde se encuentra la Administración del Edificio de Ciencias de la Salud, el Decanato de la Facultad de Ciencias de la Salud y la Biblioteca Universitaria de Ciencias de la Salud.
Además aquí se encuentra el edificio conocido como "La Granja", usada por el Vicerrectorado de estudiantes y empleabilidad en donde se imparten los siguientes estudios: diploma de Estudios Canarios, diploma Peritia et Doctrina, Diploma de Estudios Europeos y los Cursos de Acceso para mayores de 25 y mayores de 45 años. Dentro de este mismo edificio se encuentra el Servicio de Acción Social, TIC ULPGC S.L., Instituto Confucio ULPGC, Instituto King Sejong Las Palmas y el Centro de Investigación y Cooperación Marítimo Pesquero. En este campus se encuentran las siguientes facultades, Institutos Universitarios de Investigación y edificios: 
- Facultad de Ciencias de La Salud
- Hospital Universitario Insular de Gran Canaria.
- Edificio de servicios generales
- La Granja

#### Campus de Montaña Cardones
En el vecino término municipal de Arucas, en el Campus de Montaña Cardones, se ubican las instalaciones de Veterinaria, que aprovechan las infraestructuras de la Granja Agrícola Experimental del Cabildo Insular de Gran Canaria. En este campus se encuentran la siguiente facultad, Instituto Universitario de Investigación y edificios:
| Logo | Facultad                | Año de fundación |
| ---- | ----------------------- | ---------------- |
|      | Facultad de Veterinaria | 1989             |

- Hospital Clínico Veterinario
- Biblioteca de Veterinaria

### Jardín del pensador

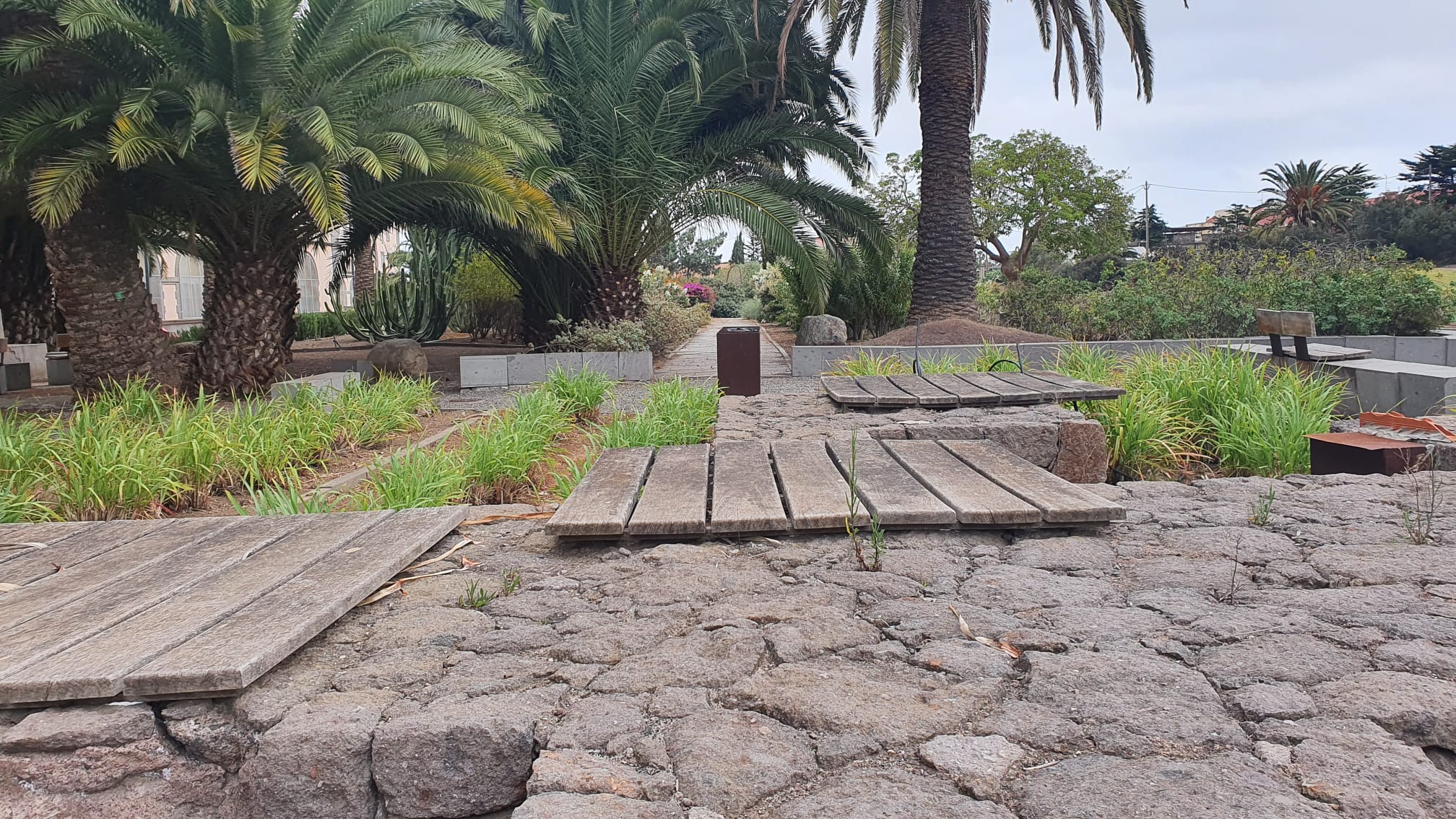
Jardines del Pensador en la ULPGC

En el Campus de Tafira se encuentra el Jardín del Pensador de la Universidad de Las Palmas de Gran Canaria ubicado en la parte trasera del departamento de Señales y Comunicaciones de la Escuela de Ingeniería de Telecomunicación y Electrónica (EITE) y el Departamento de Ingeniería Telemática de dicha escuela junto al Aula Magna del Instituto Superior de Teología de las Islas Canarias (ISTIC) y cuenta con un área de 23.736 {\displaystyle m^{2}}.
Fue inaugurado el 23 de enero de 2007 por el rector Manuel Lobo Cabrera y contó con un presupuesto para su elaboración de 300.000 euros.
Entre su diversa flora se encuentra la Ceballosia fruticosa y la Gesnouinia arborea entre otras especies endémicas Canarias. Además esta zona cuenta con un estanque, zonas de paseo y merenderos.

### Otras instalaciones

#### Instalaciones en la isla deLanzarote
En este campus se encuentran la siguiente facultad, escuela y edificio:
- Escuela Universitaria Adscrita de Turismo de Lanzarote (EUTL)
- Facultad de Ciencias de la Salud en Lanzarote
- Delegación de la ULPGC en Lanzarote

#### Instalaciones en la isla deFuerteventura
En este campus se encuentran la siguiente facultad, escuela y edificio:
- Unidad de Apoyo a la Docencia de la ULPGC
- Facultad de Ciencias de la Salud en Fuerteventura
- Estructura de Teleformación ULPGC
- Biblioteca universitaria de Ciencias de la Salud en Fuerteventura

### Transportes
Para el Campus de Tafira se puede ir usando el servicio de transporte municipal de Las Palmas de Gran Canaria conocido como Guaguas Municipales con las líneas número 7, 25, 26 y 48; y el servicio llamado Global con las líneas 026, 301, 302, 303, 311, 313, 323, 324, 325, 327 y 328 cobrando mucha importancia aquellas líneas que van a través de la GC-110 hacia municipios como Santa Brígida o la Vega de San Mateo. 

#### Línea municipal al Campus de Tafira
| Línea | Terminales                            |
| ----- | ------------------------------------- |
| 7     | Teatro - Campus Universitario         |
| 25    | Auditorio - Campus Universitario      |
| 26    | Santa Catalina - Campus Universitario |
| 48    | Escaleritas - Campus Universitario    |

#### Línea interurbanaGlobalal Campus de Tafira
| Línea | Terminales                                      |
| ----- | ----------------------------------------------- |
| 301   | Las Palmas de G.C. - Santa Brígida              |
| 302   | Las Palmas de G.C. - La Calzada - Santa Brígida |
| 303   | Las Palmas de G.C. - San Mateo                  |
| 311   | Las Palmas de G.C. - Santa Brígida              |
| 313   | Las Palmas de G.C. - El Fondillo                |
| 323   | Las Palmas de G.C. Santa Catalina - San Mateo   |
| 324   | Campus Universitario - H.D.Negrín - Arucas      |
| 325   | Campus Universitario - H.D.Negrín - Gáldar      |
| 327   | Las Palmas de G.C. - Lomo Blanco                |
| 328   | Plaza de Manuel Becerra - Campus Universitario  |

De igual manera para ir al Campus de San José usando el servicio municipal solo sirven las líneas 9, 12, 13, 50, 51 y 55; y el Global las líneas 001, 004, 005, 008, 010, 011, 012, 021, 023, 030, 050, 055, 057, 058, 059, 060 y 074. 

#### Línea municipal al Campus de San José
| Línea | Terminales                                |
| ----- | ----------------------------------------- |
| 9     | Hoya de La Plata - Hospital Doctor Negrín |
| 12    | Puerto - Hoya de La Plata                 |
| 13    | Mercado de Vegueta - Tres Palmas          |
| 50    | Ciudad Deportiva Gran Canaria - Zárate    |
| 51    | Hoya de la Plata - Casablanca             |
| 55    | Blas Cabrera Felipe - El Lasso            |

#### Línea interurbanaGlobalal Campus de San José
| Línea | Terminales                                                       |
| ----- | ---------------------------------------------------------------- |
| 001   | Las Palmas de G.C. - Puerto de Mogán                             |
| 004   | Las Palmas De G.C. - Las Palmas                                  |
| 005   | Las Palmas de G.C. - Playa del Inglés - Faro de Maspalomas       |
| 008   | Las Palmas de G.C. Santa Catalina - Doctoral (Línea Semidirecta) |
| 010   | Las Palmas de G.C. - Sardina del sur                             |
| 011   | Las Palmas de G.C. - Agüimes                                     |
| 012   | Las Palmas de G.C. - Telde - Las Palmas de G.C.                  |
| 021   | Las Palmas de G.C. - Agüimes(semidirecto)                        |
| 023   | Las Palmas de G.C. - Playa de Arinaga(semidirecto)               |
| 030   | Las Palmas de G.C. - Faro de Maspalomas(directo)                 |
| 050   | Las Palmas de G.C. - Faro de Maspalomas(superfaro)               |
| 055   | Las Palmas de G.C. - Valle de Jinámar                            |
| 057   | Las Palmas de G.C. - La montañeta                                |
| 058   | Las Palmas de G.C. - Tafira                                      |
| 059   | Las Palmas de G.C. - Ramblas de Jinámar                          |
| 060   | Las Palmas de G.C. - Aeropuerto(directo)                         |
| 074   | Las Palmas de G.C. - Eucalipto 2                                 |

Para acceder al Campus de Montaña Cardones solo se puede usar el servicio Global con las líneas 103, 105, 116, 117, 204, 206, 210, 234, 324 y 325 debido a que se encuentra en el municipio de Arucas.

#### Línea interurbanaGlobalal Campus de Montaña Cardones
| Línea | Terminales                                                               |
| ----- | ------------------------------------------------------------------------ |
| 103   | Las Palmas de G.C. - Puerto de las Nieves                                |
| 105   | Las Palmas de G.C. - Gáldar                                              |
| 116   | Las Palmas de G.C. - Cabo Verde - Moya - Los Dragos - Las Palmas de G.C. |
| 117   | Las Palmas de G.C. - Los Dragos - Moya - Cabo Verde - Las Palmas de G.C. |
| 204   | Las Palmas de G.C. - Casablanca - Firgas                                 |
| 206   | Las Palmas de G.C. - Bañaderos - Arucas                                  |
| 210   | Las Palmas de G.C. - Cardones - Arucas                                   |
| 234   | Las Palmas de G.C. - Arucas(directo)                                     |
| 324   | Campus Universitario - H.D.Negrín - Arucas                               |
| 325   | Campus Universitario - H.D.Negrín - Gáldar                               |

Mientras que para el Campus del Obelisco solo se puede ir usando el servicio de transporte municipal de Las Palmas de Gran Canaria conocido como Guaguas Municipales con las líneas número 2, 11, 25, 81 y L3. 
Finalmente para ir al rectorado se usa el servicio municipal con las líneas 2, 7, 25, 33 y 70.

## Deportes
La universidad cuenta con un complejo deportivo en el Campus de Tafira que abarca todas las instalaciones deportivas, esta al lado del Espacio Nexo y la cafetería "Las Casitas". Cuenta con una sala de luchas, sala de gimnasia, sala polivalente, sala de expresión, sala de musculación, canchas al aire libre, un campo de césped de fútbol, una pista de atletismo, un pabellón polideportivo, pistas de squash y saunas.

### Trofeo Rector[36]
El Trofeo Rector es una competición de carácter interno a la universidad en donde pueden participar todos los miembros de la comunidad universitaria en diversos deportes como fútbol sala, fútbol 11, fútbol 7, baloncesto, vóley playa, surf, atletismo, tenis o pádel entre otros. Se realiza de manera anual. Los ganadores de cada disciplina del Trofeo Rector podrán participar en el Campeonato Universitario de Canarias en representación de la ULPGC en sus respectivas áreas.

## Organización institucional[37]
Según los estatutos de la ULPGC los órganos de gobierno se dividen en dos categorías: órganos colegiados donde entra el Claustro universitario, el Consejo Social, el Consejo de Gobierno, las Juntas de Escuela o Facultad, los Consejos de Departamento y los Consejos de los Institutos Universitarios de Investigación. Órganos unipersonales como el rector, los vicerrectores, el secretario general, el gerente y las direcciones de centro o facultad.

### Órganos unipersonales

#### Rector
Es la máxima autoridad académica dentro de la universidad quien se encargara de representarla, de dirigirla, gestionarla y desarrollar lo dictaminado por lo acordado por los órganos colegiados asimismo nombrará a su equipo donde entrarán los vicerrectores, el secretario general o el gerente. Será elegido por mediante elecciones siendo por sufragio universal, directo y secreto, siendo el voto ponderado, 52% al profesorado doctor permanente, un 12% al profesorado doctor no permanente, un 26% al estudiantado y un 10% al personal de administración y servicios. 
Podrán ser rector aquellas personas dentro de la universidad que formen parte en activo del cuerpo de catedráticos, solo podrá ser reelegido una sola vez y cada mandato tendrá una duración de 4 años. Podrá ser revocado por el claustro universitario siendo a iniciativa de un tercio de este órgano y aprobado por dos tercios de este, en caso de prosperar, se convocarán elecciones a rector y el equipo rectoral pasara a estar en funciones junto a la disolución del claustro universitario.
El titular de este órgano actualmente es el catedrático Lluís Serra Majem.

##### Lista de rectores desde la creación de la ULPGC
| Rector                     | Inicio del mandato | Fin del mandato |
| -------------------------- | ------------------ | --------------- |
| Francisco Rubio Royo       | 1989               | 1998            |
| Manuel Lobo Cabrera        | 1998               | 2007            |
| José Regidor García        | 2007               | 2016            |
| Trinidad Arcos Pereira     | 2016               | 2017            |
| Rafael Juan Robaina Romero | 2017               | 2021            |
| Lluís Serra Majem          | 2021               | Actualidad      |

### Órganos colegiados

#### Claustro universitario
El claustro universitario tiene la función de ser el órgano en donde se representa a la comunidad universitaria. Está formado por el rector quien lo presidirá, el secretario general que actuará como el secretario del claustro, el gerente y 200 miembros más que pertenecen al claustro en donde el 52% pertenece al profesorado doctor permanente, un 12% al profesorado doctor no permanente, un 26% al estudiantado y un 10% al personal de administración y servicios. Este órgano tiene una duración de 4 años aunque cada año se renovará aquellos puestos libres que aparezcan con el paso del tiempo por perdida de su condición de claustral de algún miembro.
Este órgano tiene como función elaborar y modificar los estatutos de la universidad, aprobar el reglamento propio del claustro, revocar al rector tal y como indica la Ley de universidades española y el artículo 79 de los estatutos de la ULPGC, elegir a los representantes de cada sector al órgano de consejo de Gobierno y revocarlos, crear comisiones dentro de las competencias del claustro, elaborar y modificar el reglamento electoral de la universidad, modificar o aprobar los símbolos de la ULPGC, solicitar la comparecencia de cualquier miembro de órgano de la universidad y celebrar cada año una sesión para debatir el estado de la universidad.

#### Consejo de Gobierno
Este órgano es el encargado de establecer las pautas a seguir y como aplicar en la universidad las directrices sobre investigación, docencia, de recursos humanos, económicos y elabora los presupuestos (no los aprueba). Como el claustro universitario estará formado de la misma manera por el rector, secretario general que, el gerente y los vicerrectores siendo que estos últimos forman parte del grupo de 50 personas miembros de este órgano. Repartido un 50% por miembros elegidos por y de los que forman parte los decanos de Facultad, directores de Escuela y directores de Departamento e institutos universitarios de investigación; y otro 50% entre miembros del claustro elegidos por este último. Durara 4 años pero entre el estudiantado se reduce este tiempo a la mitad.
El consejo de Gobierno creara una comisión permanente formada de igual manera que este órgano pero con la diferencia de que en ve de estar todos lo vicerrectores solo estarán 2 asignados por el rector, 5 miembros elegidos por el claustro y 4 elegidos por los decanos de Facultad, directores de Escuela y directores de Departamento e institutos universitarios de investigación.
Las funciones del consejo de Gobierno son modificar y aprobar su propio reglamento interno y aquellos reglamentos donde tengan competencia, proponer al consejo social la aprobación del presupuesto, proponer al Gobierno de Canarias la creación, modificación y supresión de Escuelas, facultades e institutos universitarios de investigación así como la de centros de investigación y de grupos de investigación, la aprobación de los planes de estudios y de los planes de organización docente de las titulaciones, la creación o modificación de Departamentos, servicios generales y sociales de la ULPGC, proponer al consejo social la supresión de títulos, aprobar las plazas para personal docente investigador y asignar 3 miembros de este órgano al consejo social.

#### Consejo social
Está regulado por la Ley de la comunidad autónoma de Canarias siendo el órgano que actúa como la representación de la sociedad en la universidad actuando como mediador y conexión entre la universidad y la sociedad. Asegurando la correcta interconexión entre la actividad docente e investigadora de la universidad con las necesidades de la sociedad. En ningún momento este órgano podrá legislar en materia de docencia e investigación.
El consejo social de la ULPGC tiene como función de fiscalizar las acciones de la universidad y sobre todo las de carácter económico, aprueba los presupuestos y acciones a largo plazo propuestos por el Consejo de Gobierno. Además se encarga de promover la financiación social de la universidad.
Formarán parte de este órgano por parte de la comunidad universitaria el rector, el secretario general, el gerente, un representante de cada sector elegido por y del consejo de gobierno siendo un representante por los estudiantes, otro por el profesorado y otro por el personal de administración y servicios. Por otra parte formarán parte de este consejo miembros de la sociedad y en número lo que diga la Ley de la comunidad autónoma de Canarias que estrictamente no pertenezcan a la universidad, es decir, personalidades ajenas a la universidad de carácter social, cultural, económico...

##### Lista de presidentes del Consejo Social de la ULPGC[43]
| Presidente del Consejo Social de la ULPGC | Inicio del mandato | Fin del mandato |
| ----------------------------------------- | ------------------ | --------------- |
| José María Barrientos                     | 1985               | 1986            |
| Octavio Llinás González                   | 1986               | 1993            |
| Lizardo Martell Cárdenes                  | 1994               | 1998            |
| Domingo Bello Cabrera                     | 1998               | 2003            |
| Aureliano Francisco Santiago Castellano   | 2003               | 2005            |
| Lothar Siemens Hernández                  | 2005               | 2015            |
| Ángel Tristán Pimienta                    | 2015               | 2019            |
| Jesús León Lima                           | 2019               | 2021            |
| Ángel Tristán Pimienta                    | 2021               | Actualidad      |

#### Juntas de escuelas o facultades
Cada escuela o facultad tendrá su propia junta que se encargará de desarrollar lo referente a procesos académicos, administrativos y de gestión referentes a los títulos a académicos del centro junto a establecer los objetivos y planes académicos. Aprobar el proyecto docente de cada asignatura de las titulaciones que se imparten dentro del centro también es competencia de las juntas de centro como aprobar y ejecutar el presupuesto del centro así como elaborar y modificar su régimen interno. Además elige y revocara el director de centro o decano.
La junta de centro tiene una duración de 4 años con la posibilidad de ser reelegido una sola vez más formado por entre 120 y 150 personas.
Está conformada por el decano o director de centro quien lo presidirá, el secretario del centro quien asimismo será el secretario de la junta, el administrador del edificio y un representante de la biblioteca universitaria que contará con voz pero sin voto a menos que se trate de un representante del personal de administración y servicios, el 62% de la junta de centro será profesorado, un 33% estudiantes y un 5% del personal de administración y servicios.
Cualquier miembro podrá asistir aunque no tendrá voto pero si voz previamente solicitado al decano o director de centro.

### Redes sociales
- Facebook
- Twitter
- Instagram
- Linkedin
- YouTube

- Datos: Q940302
- Multimedia: University of Las Palmas de Gran Canaria / Q940302